# Fibla peyerimhoffi
Fibla peyerimhoffi är en halssländeart som först beskrevs av Navás 1919.  Fibla peyerimhoffi ingår i släktet Fibla och familjen reliktsländor. Inga underarter finns listade i Catalogue of Life.